# Robert Monier
Robert Monier (Bordeus, 20 de febrer de 1885 - Bordeus, 6 de desembre de 1944) va ser un regatista francès que va competir a començaments del segle xx.
El 1920 va prendre part en els Jocs Olímpics d'Anvers, on va guanyar la medalla de plata en els 6,5 metres (1919 rating) del programa de vela, a bord del Rose Pompon. Compartia tripulació amb Félix Picon i Albert Weil.